# President's Cup 2024
Il President's Cup 2024 è stato un torneo di tennis professionistico maschile e femminile. È stata la 18ª edizione per gli uomini, facente parte della categoria Challenger 50 dell'ATP Challenger Tour 2024, con un montepremi di 41 000 $. È stata la 15ª edizione del torneo per le donne, facente parte della categoria W35 nell'ambito dell'ITF Women's World Tennis Tour 2024, con un montepremi di 25 000 $. Si sono tenuti dal 15 al 28 luglio 2024 sui campi in cemento del National Tennis Centre di Astana in Kazakistan.

## Partecipanti singolare maschile

### Teste di serie
| Nazionalità | Giocatore          | Ranking* | Testa di serie |
| ----------- | ------------------ | -------- | -------------- |
| Lituania    | Ričardas Berankis  | 280      | 1              |
| Uzbekistan  | Khumoyun Sultanov  | 309      | 2              |
| Bulgaria    | Dimitar Kuzmanov   | 323      | 3              |
| Israele     | Yshai Oliel        | 357      | 4              |
|             | Evgenij Donskoj    | 415      | 5              |
| Turchia     | Yankı Erel         | 456      | 6              |
|             | Evgenij Karlovskij | 471      | 7              |
| Rep. Ceca   | Dominik Palán      | 483      | 8              |

* Ranking al 1º luglio 2024.

### Altri partecipanti
I seguenti giocatori hanno ricevuto una wild card per il tabellone principale:
- Aleksandre Bakshi
- Grigoriy Lomakin
- Amir Omarkhanov

I seguenti giocatori sono passati dalle qualificazioni:
- Antoine Ghibaudo
- Seita Watanabe
- Petr Bar Biryukov
- Maxim Zhukov
- Takeru Yuzuki
- Saveliy Ivanov

## Campioni

### Singolare maschile
Dimitar Kuzmanov ha sconfitto in finale  Saba Purtseladze con il punteggio di 6–4, 6–3.

### Singolare femminile
- Tatiana Prozorova ha sconfitto in finale  Alexandra Shubladze col punteggio di 7–5, 6(5)–7, 6–1

### Doppio maschile
Egor Agafonov /  Ilia Simakin hanno sconfitto in finale  Denis Istomin /  Evgenij Karlovskij con il punteggio di 6–4, 6–3.

### Doppio femminile
- Anastasija Gasanova /  Ekaterina Šalimova hanno sconfitto in finale  Vitalija D'jačenko /  Zhanel Rustemova col punteggio di 7–6(4), 2–6, [10–7]